# تايلور راي
تايلور راي (بالإنجليزية: Taylor Wray)‏ هو لاعب اللاكروس أمريكي، ولد في 27 يونيو 1981 في إدمونتون في كندا.